# Komuna e Buzit
Komuna e Buzit är en kommun i Albanien.   Den ligger i prefekturen Qarku i Gjirokastrës, i den södra delen av landet, 100 km söder om huvudstaden Tirana.
Trakten runt Komuna e Buzit består till största delen av jordbruksmark.  Runt Komuna e Buzit är det ganska glesbefolkat, med 30 invånare per kvadratkilometer.